# 직원 지원 프로그램
직원 지원 프로그램(Employee assistance program)은 미국에서 일반적으로 직원을 위한 무료 비밀 평가, 단기 상담, 소개 및 후속 서비스를 제공한다. EAP 상담사는 직원 및 조직의 문제와 요구 사항을 해결하기 위해 관리자 및 감독자와 상담 역할을 수행할 수도 있다. 많은 기업, 학술 기관 및 정부 기관은 조직이 직장 폭력, 트라우마 및 기타 비상 대응 상황을 예방하고 대처할 수 있도록 적극적으로 지원하고 있다. 임직원을 위한 다양한 지원 프로그램이 마련되어 있다. EAP는 주로 업무 관련 문제를 대상으로 하지만 직장 외부의 문제를 지원할 수 있는 다양한 프로그램이 있다. EAP는 수년에 걸쳐 인기가 높아졌다.

## 같이 보기
- 산업심리학
- 일과 생활의 균형
- 직무 스트레스